# Liste der Opern Vivaldis
In der Liste der Opern Vivaldis sind die von Antonio Vivaldi (1678–1741) komponierten Opern aufgeführt.

## Allgemeines
Antonio Vivaldi selbst behauptet in einem Brief, 94 Opern geschrieben zu haben. 49 konnten bisher als seine Werke identifiziert werden. In autographen Partituren sind 22 Werke überliefert, davon 16 vollständig in Vivaldis eigener Handschrift. Die meisten davon werden heute in der Nationalbibliothek Turin aufbewahrt, wo sich insgesamt etwa 450 Notenmanuskripte mit Vivaldi-Werken beinahe aller musikalischen Gattungen befinden.
Stilistisch handelt es sich bei Vivaldis Opern um barocke Nummernopern italienischer Art, d. h. mit weitgehend klarer Trennung von Rezitativ und Da-Capo-Arie. Zeitgenossen sahen in Vivaldis Werken zu Beginn einen lombardisch-venezianischen Stil, der sich dem neapolitanischen Stil eines Johann Adolph Hasse später annäherte. Die Werke unterscheiden sich deutlich von der etwa zeitgleichen französischen Oper (Jean-Philippe Rameau) und – subtiler – auch des deutschen Typs (Georg Friedrich Händel, Georg Philipp Telemann). Die Rezitative, denen Vivaldi besondere Aufmerksamkeit schenkte, unterscheiden sich in Secco-Rezitativ (nur von Cembalo und Bass begleitet) und Accompagnato-Rezitativ (mit Streichern), wobei die Accompagnato-Rezitative sich gelegentlich auch zu kleinen Szenen weiten können. Fast immer gibt es auch Duette und Chöre, selten Terzette oder Quartette.
Die Instrumentation reicht bei Vivaldis Opern von einfacher Streicherbesetzung mit Basso Continuo bis zu umfangreich mit Bläsern (Flöten, Oboen, Fagotte, Trompeten, Hörner, Posaunen) und Pauken angereicherten Ensembles. Das Continuo wird heute nach historischen Vorbildern meist reich besetzt mit Cello, Cembalo, Lauten, Barockgitarren, Theorben, Harfen usw., gegebenenfalls auch mit Violone (Kontrabass) oder Fagott. In einer Oper Vivaldis findet sich auch ein Hackbrett. Oft wird die Solovioline eingesetzt (Vivaldi selbst war Geiger und leitete die Aufführungen von seinem Instrument aus).
Die Stoffe, die Vivaldi vertonte, stammen fast alle aus der antiken Geschichte und Mythologie. Sie wurden aber durch die Librettisten in der Regel auf die eigene Zeit bezogen. Geographisch reicht das Spektrum der Themen von Amerika (Motezuma) über den Orient (La verità in cimento) bis China (Teuzzone). Einige Opern entstanden in Zusammenarbeit mit anderen Komponisten als Pasticci.
Mehrere italienische Barockensembles haben in den letzten Jahren damit begonnen, v. a. die Werke, die in Turin aufbewahrt werden, neu zu editieren und einzustudieren („Vivaldi edition“ bei den Labels naïve und opus 111), und haben die Opern auch im Rahmen internationaler Musikfestivals aufgeführt (z. B. in Beaune, Frankreich).

## Liste
| Jahr | Titel der Oper                                              | RV           | Librettist                                   | Bemerkung |
| ---- | ----------------------------------------------------------- | ------------ | -------------------------------------------- | --- |
| 1713 | Ottone in villa                                             | 729          | Domenico Lalli                               | Aufbewahrt in Turin. |
| 1714 | Orlando furioso                                             | Anh. 84, 819 | ?                                            | Ursprünglich von Giovanni Alberto Ristori, von Vivaldi erst stückweise, dann komplett überarbeitet. Unvollständig. |
| 1714 | Orlando finto pazzo                                         | 727          | Grazio Braccioli                             | Erste Oper Vivaldis für das Teatro Sant’Angelo in Venedig. Autograph ohne Sinfonia (Ouvertüre), aufbewahrt in Turin. |
| 1715 | Nerone fatto cesare                                         | 732          | Matteo Noris                                 | verloren |
| 1716 | La costanza trionfante degl’amori e degl’odii               | 706          | Antonio Marchi                               | 1718 überarbeitet als Artabano, re dei Parti (RV 706b, vormals RV 701) dann 1732 als Doriclea (RV 706e, vormals RV 708). |
| 1716 | Arsilda, regina di Ponto                                    | 700          | Domenico Lalli                               | Aufbewahrt in Turin. |
| 1717 | L’incoronazione di Dario                                    | 719          | Adriano Morselli                             | Aufbewahrt in Turin. |
| 1717 | Tieteberga                                                  | 737          | Antonio Maria Lucchini                       | verloren |
| 1717 | Il vinto trionfate del vincitore                            | Anh. 58      | Antonio Marchi                               | Möglicherweise mit einzelnen Teilen von Vivaldi. |
| 1718 | Armida al campo d’Egitto                                    | 699          | Giovanni Palazzi                             | 1720 überarbeitet als Gl’inganni per vendetta (RV 720). Zweiter Akt verloren, Rest aufbewahrt in Turin. |
| 1718 | Scanderbeg                                                  | 732          | Antonio Salvi                                | verloren |
| 1718 | Teuzzone                                                    | 736          | Apostolo Zeno                                | Spielt in China, Partitur aufbewahrt in Turin. |
| 1719 | Tito Manlio                                                 | 738          | Matteo Noris                                 | Nach eigenen Angaben in der Partitur hat Vivaldi dieses Werk in fünf Tagen im Januar des Jahres komponiert bzw. die Reinschrift der Partitur angefertigt. Es sollte eine Oper für die Hochzeit des Landgrafen Philipp von Hessen-Darmstadt, Fürst von Mantua, werden, die dieser beim Weihnachtsbankett verkündet hatte. Doch die Hochzeit platzte. Ein anderes Werk wurde gegeben, so dass Tito Manlio erst zum Karneval uraufgeführt werden konnte. Das Werk zeichnet sich – dem eigentlichen Anlass entsprechend als prunkvolles Theater-Event geplant – durch eine besonders reiche Orchesterbesetzung aus. Aufbewahrt in Turin. |
| 1720 | Tito Manlio (RV 778)                                        | 778          | Matteo Noris                                 | Pasticcio, zu dem Vivaldi den dritten Akt beisteuerte |
| 1720 | La Candace, o siano Li veri amici                           | 704          | Francesco Silvani, Domenico Lalli            | verloren |
| 1720 | Gl’inganni per vendetta                                     | 720          | Giovanni Palazzi oder Domenico Lalli         | Überarbeitung von Armida al campo d’Egitto (RV 699). |
| 1720 | La verità in cimento                                        | 739          | Giovanni Palazzi                             | Spielt im Orient, Partitur aufbewahrt in Turin. |
| 1720 | Filippo, re di Macedonia                                    | 715          | Domenico Lalli                               | Nur dritter Akt von Vivaldi. |
| 1721 | La Silvia                                                   | 734          | Enrico Bissari                               | verloren |
| 1723 | Ercole su’l Termodonte                                      | 710          | Antonio Salvi nach Giacomo Francesco Bussani | Uraufgeführt im Teatro Capranica, Rom. |
| 1724 | Giustino                                                    | 717          | Nicolò Beregan, Pietro Pariati               | Uraufgeführt in Rom, Partitur aufbewahrt in Turin. |
| 1724 | La virtù trionfante dell’amore e dell’odio overo Il Tigrane | 740          | Francesco Silvani                            | Pasticcio für Rom, nur zweiter Akt von Vivaldi, aufbewahrt in Turin. |
| 1725 | L’inganno trionfante in amore                               | 721          | Matteo Noris, Giovanni Maria Ruggieri        | verloren |
| 1726 | Cunegonda                                                   | 707          | Agostino Piovene                             | verloren |
| 1726 | La fede tradita e vendicata                                 | 712          | Francesco Silvani                            | verloren |
| 1726 | La tirannia castigiata                                      | Anh. 55      | Francesco Silvani                            | |
| 1726 | Dorilla in Tempe                                            | 709          | Antonio Maria Lucchini                       | Pasticcio für Venedig, Fassung 1734 aufbewahrt in Turin. |
| 1727 | Ipermestra                                                  | 722          | Antonio Salvi                                | verloren |
| 1727 | Farnace                                                     | 711          | Antonio Maria Lucchini                       | Neue Fassung 1738/39, erhalten blieben die ersten beiden Akte; aufbewahrt in Turin. |
| 1727 | Siroe re di Persia                                          | 735          | Pietro Metastasio                            | verloren |
| 1727 | Orlando furioso                                             | 728          | Grazio Braccioli                             | Die Handlung spielt auf der Zauberinsel Alcinas und bezieht ihren Stoff aus dem Sagenkreis um Ritter Roland (Rolandslied, 11. Jh.), der von seiner Geliebten zurückgewiesen wird und daraufhin den Verstand verliert (Der rasende Roland). Der Stoff auf der Basis des Versepos Orlando furioso von Ludovico Ariostos (1516) wurde mehrfach vertont, neben Vivaldi auch von Steffani, Händel, Piccinni und Haydn. Partitur aufbewahrt in Turin. |
| 1728 | Rosilena ed Oronta                                          | 730          | Giovanni Palazzi                             | verloren |
| 1728 | L’Atenaide                                                  | 702          | Apostolo Zeno                                | Aufbewahrt in Turin. |
| 1730 | Argippo                                                     | 697          | Domenico Lalli                               | Galt als verloren; 2006 im Archiv von Thurn und Taxis wiederentdeckt und am 3. Mai 2008 wiederaufgeführt. |
| 1731 | Alvilda, regina de’ Goti                                    | 696          | Apostolo Zeno                                | verloren |
| 1731 | Semiramide                                                  | 733          | Antonio Silvani                              | verloren |
| 1732 | La fida ninfa                                               | 714          | Scipione Maffei                              | Uraufgeführt in Verona, Partitur aufbewahrt in Turin. 1737 unter dem Titel Il giorno felice (RV Anh. 92) in Wien |
| 1733 | Motezuma                                                    | 723          | Girolamo Alvise Giusti                       | Der zweite Akt liegt vollständig vor, die beiden anderen Akte sind nur teilweise überliefert. Aufbewahrt in Berlin. |
| 1734 | L’olimpiade                                                 | 725          | Pietro Metastasio                            | Die Handlung spielt in Olympia am Tag der Spiele. Partitur aufbewahrt in Turin. |
| 1735 | L’Adelaide                                                  | 695          | Antonio Salvi                                | verloren |
| 1735 | Bajazet / Tamerlano                                         | 703          | Agostino Piovene                             | Pasticcio über Sultan Bayezid I. für Venedig. Partitur aufbewahrt in Turin. |
| 1735 | Griselda                                                    | 718          | Apostolo Zeno, Carlo Goldoni                 | Uraufgeführt in Venedig, Partitur aufbewahrt in Turin. |
| 1735 | Aristide                                                    | 698          | Carlo Goldoni                                | verloren; wahrscheinlich nicht authentisch |
| 1736 | Ginevra principessa di Scozia                               | 716          | Antonio Salvi                                | verloren |
| 1737 | Demetrio                                                    | Anh. 44      | Pietro Metastasio                            | Bearbeitung der Erstfassung von Johann Adolph Hasses Demetrio (1732); Vivaldi komponierte alle Rezitative neu und ersetzte viele Arien durch eigene; nur Libretto erhalten |
| 1737 | Catone in Utica                                             | 705          | Pietro Metastasio                            | Uraufgeführt in Verona, Partitur aufbewahrt in Turin. |
| 1737 | L’oracolo in Messenia                                       | 726          | Apostolo Zeno                                | verloren |
| 1738 | Rosmira                                                     | 731          | Silvio Stampiglia                            | Pasticcio für Venedig, Partitur aufbewahrt in Turin. |
| 1739 | Feraspe                                                     | 713          | Francesco Silvani (?)                        | verloren |